# Gemaal Spijksterpompen

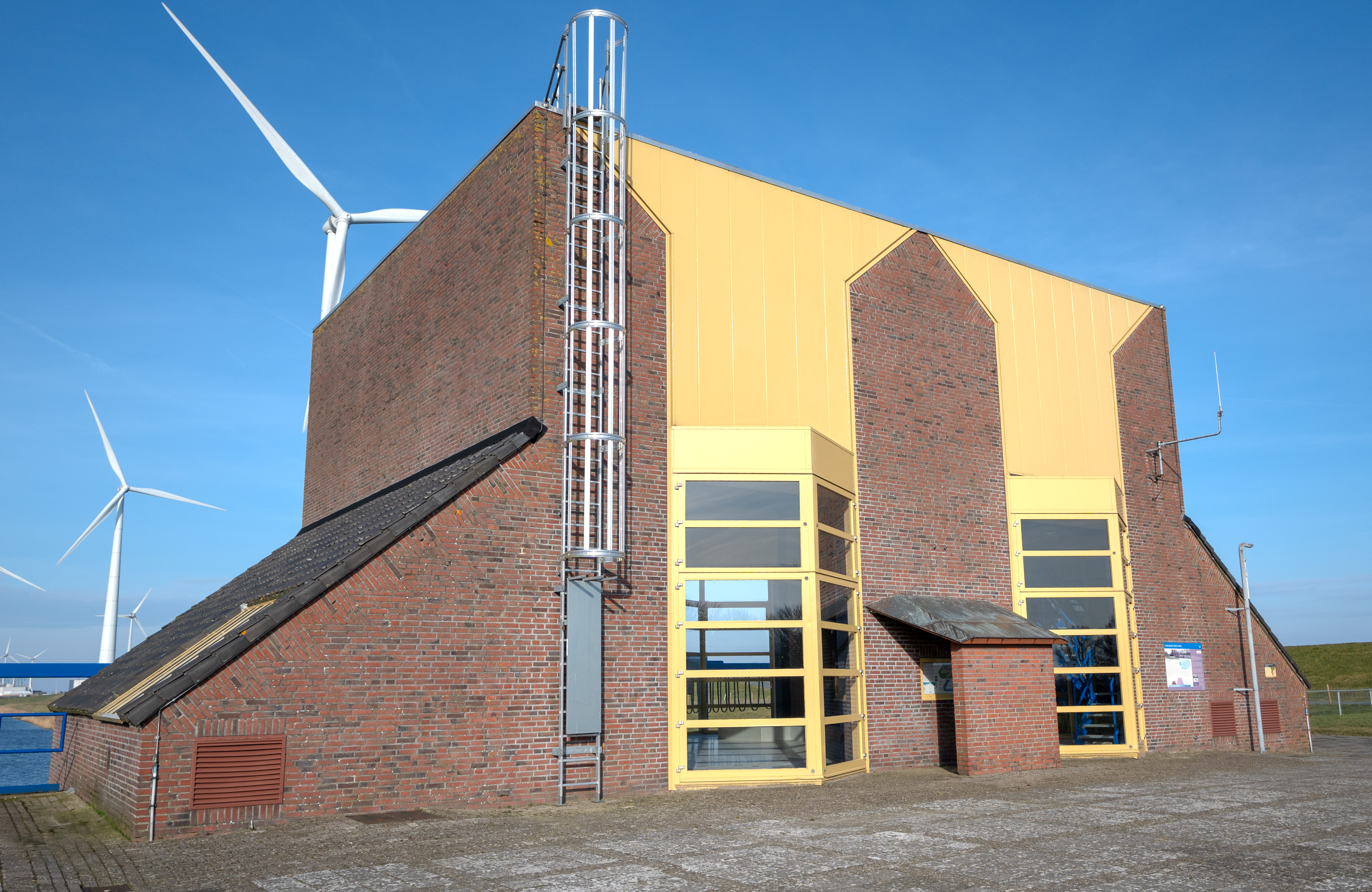

Het gemaal Spijksterpompen (ook wel gemaal Spieksterpompen) is een gemaal in de provincie Groningen, Nederland. Het gemaal bevindt zich nabij het dorp Spijk en speelt een belangrijke rol in de waterhuishouding van het omliggende gebied. De naam ‘Spijksterpompen’ verwijst naar de historische waterstaatkundige werken die hier voorheen aanwezig waren.

## Geschiedenis
In de 19e en 20e eeuw werd de waterhuishouding in Groningen gekenmerkt door verschillende sluizen en molens die het overtollige water afvoerden naar de Waddenzee en de Eems. Door toenemende mechanisatie en schaalvergroting werden veel van deze installaties vervangen door gemalen. Het huidige gemaal Spijksterpompen werd in 1978 in gebruik genomen als onderdeel van een grootschalige modernisering van het waterbeheer in Noordoost-Groningen.

## Functie en werking

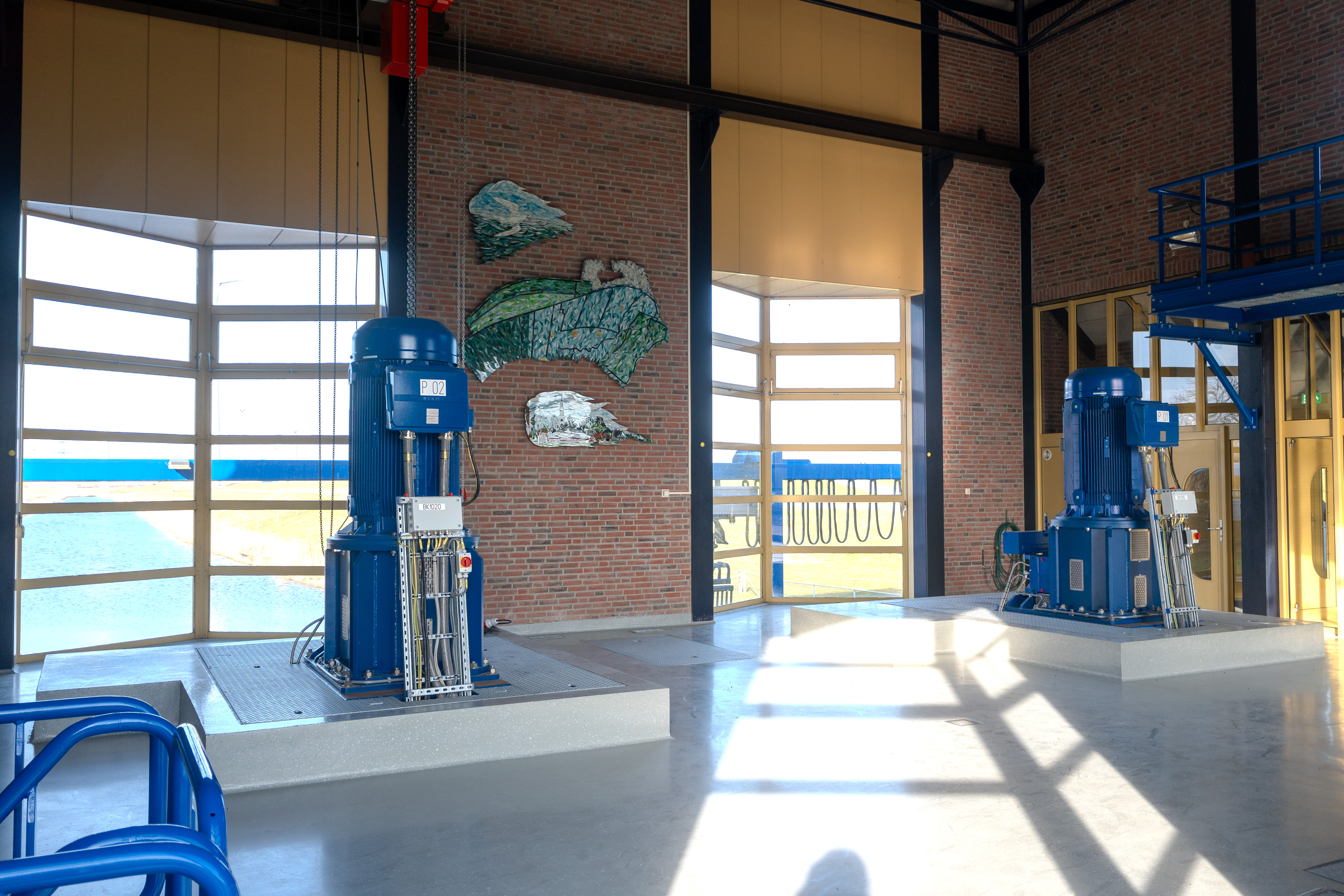

Het gemaal Spijksterpompen is ontworpen om het waterpeil in het poldergebied rond Spijk te reguleren. Het gemaal pompt overtollig water af naar de Eems en voorkomt zo wateroverlast. Het gemaal maakt gebruik van twee elektrisch aangedreven pompen die samen een capaciteit hebben van 776 m³ per minuut. Dit stelt het gemaal in staat om grote hoeveelheden water te verwerken, vooral tijdens periodes van zware neerslag.
Door de bodemdaling in Noordoost-Groningen, mede veroorzaakt door gaswinning in de regio, heeft het waterschap Noorderzijlvest in 2018 aanpassingen doorgevoerd aan het gemaal. Deze verbeteringen moesten ervoor zorgen dat het gemaal ook in de toekomst effectief kan blijven functioneren onder veranderende omstandigheden.

## Architectuur en kunst

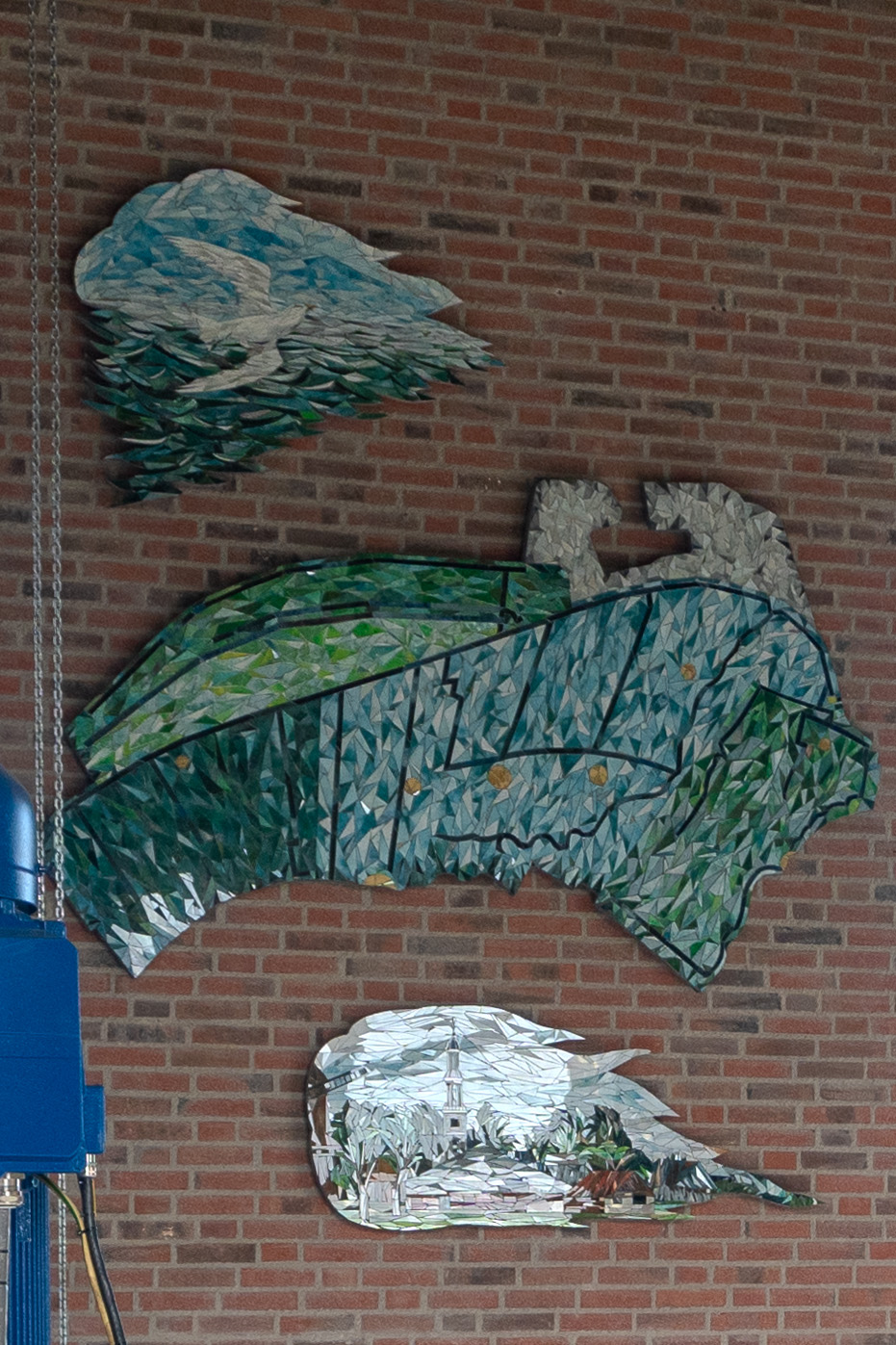
Kunstwerk spijksterpompen

Het gemaal heeft naast zijn functionele rol ook een esthetische en culturele waarde. Aan de binnenzijde van het gebouw bevindt zich een kunstwerk bestaande uit drie glasmozaïekpanelen. De panelen tonen van boven naar beneden respectievelijk een zeemeeuw, een kaart van het Noordoost-Groningse landschap en een dorpsgezicht op Spijk. Dit kunstwerk symboliseert de relatie tussen het landschap, het waterbeheer en de gemeenschap in de regio.

## Beheer en onderhoud
Het gemaal wordt beheerd door het waterschap Noorderzijlvest, dat verantwoordelijk is voor het waterbeheer in delen van Groningen, Friesland en Drenthe. Noorderzijlvest ontstond in 1995 door een fusie van de waterschappen Electra, Hunsingo, Noordenveld en Westerkwartier. Het waterschap voert regelmatig onderhoudswerkzaamheden uit aan het gemaal om de betrouwbaarheid en efficiëntie te waarborgen.

## Toekomstige ontwikkelingen
In het kader van klimaatverandering en de daarmee samenhangende extremere weersomstandigheden onderzoekt het waterschap regelmatig hoe de capaciteit en efficiëntie van gemalen zoals Spijksterpompen verbeterd kunnen worden. Mogelijke toekomstplannen omvatten verdere automatisering van het gemaal en verbeteringen aan de afvoercapaciteit om beter in te spelen op piekafvoeren.

## Galerij

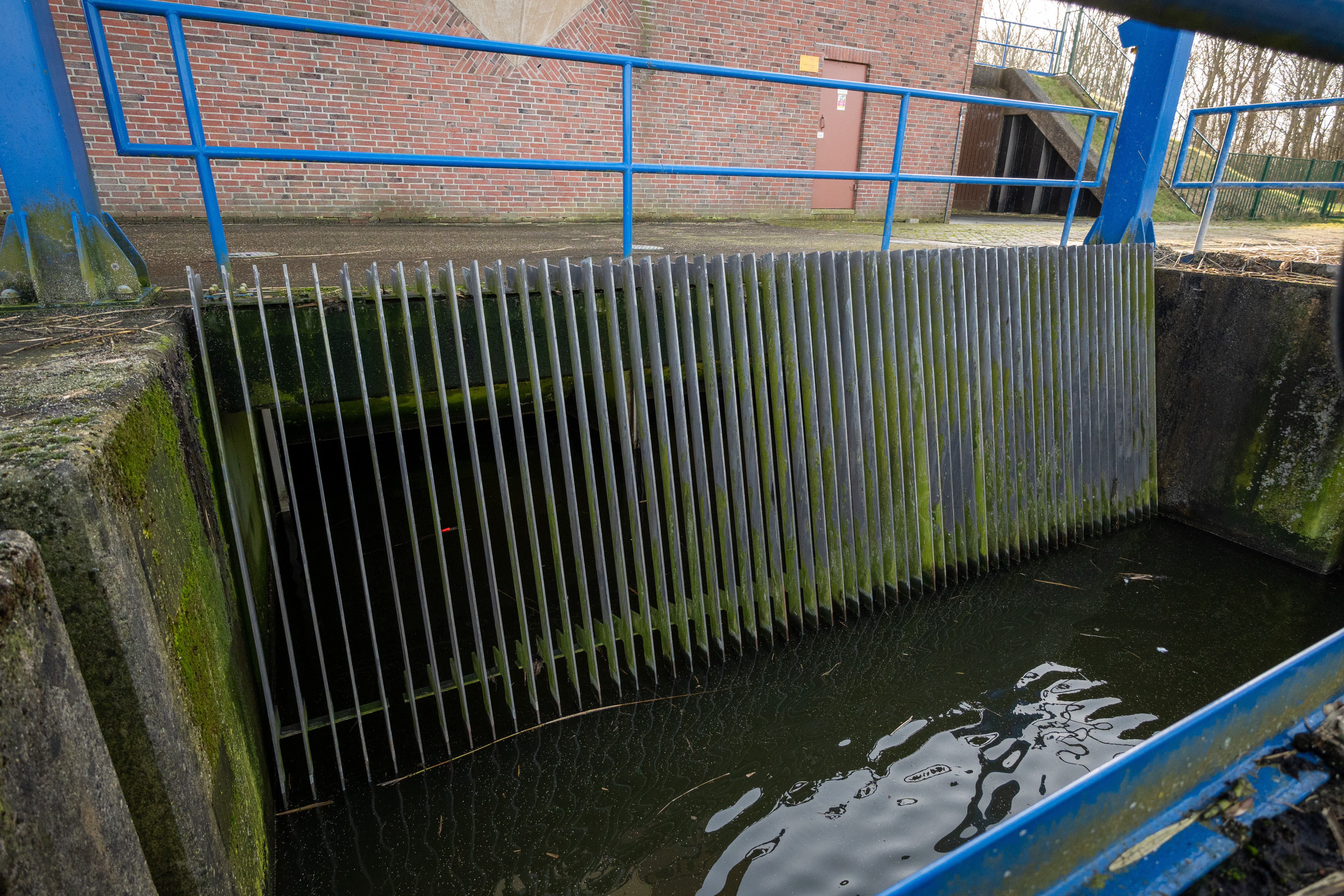
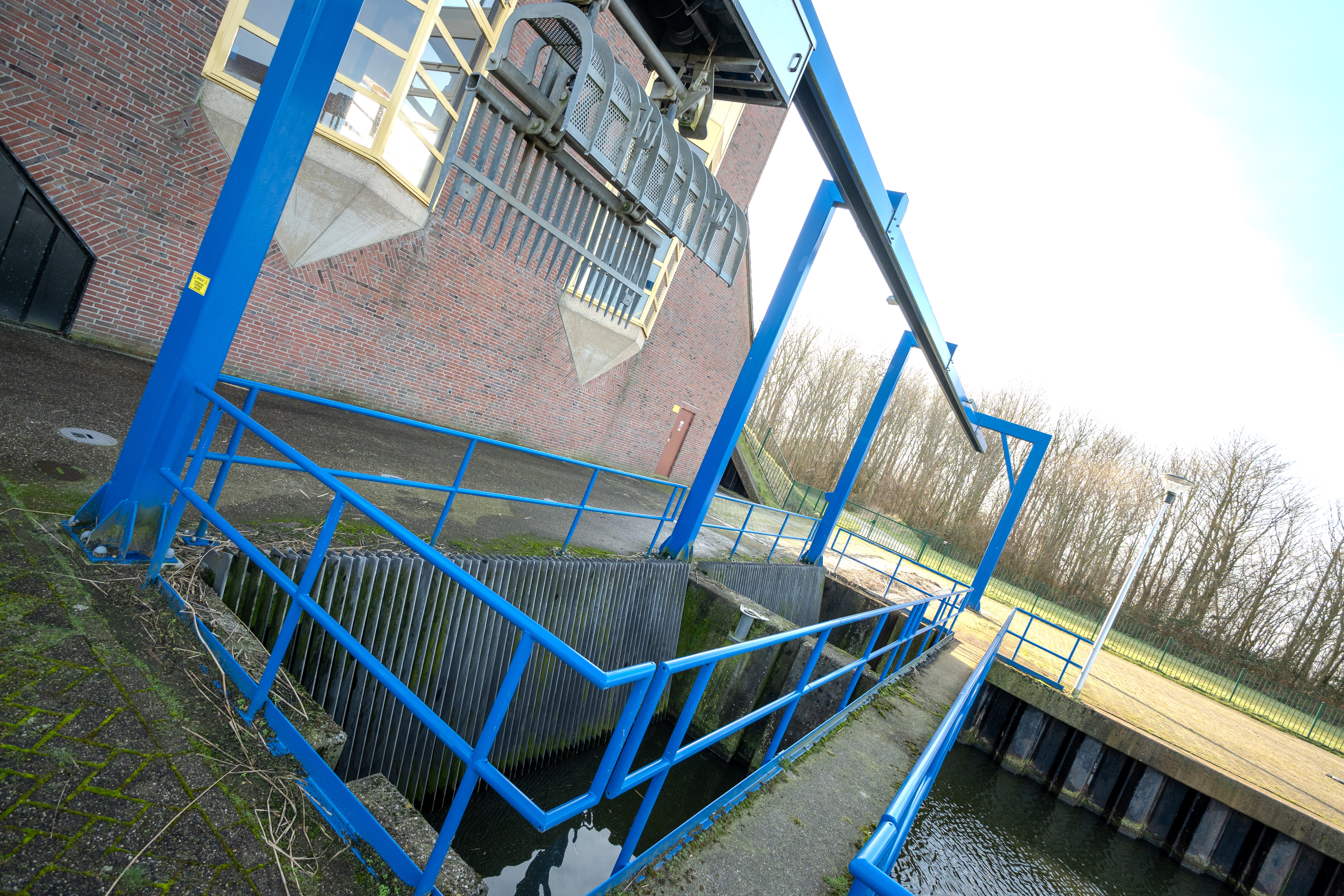
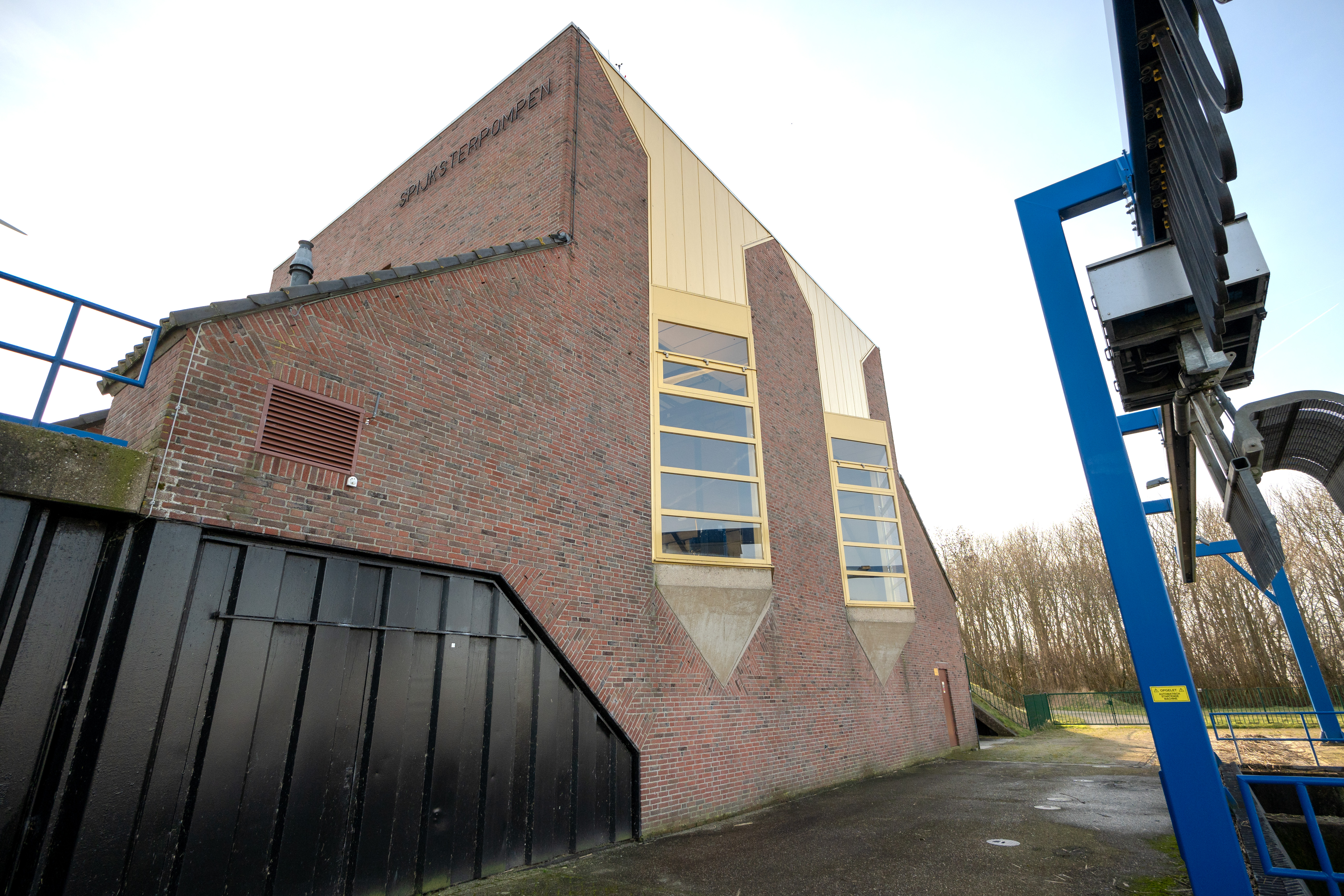
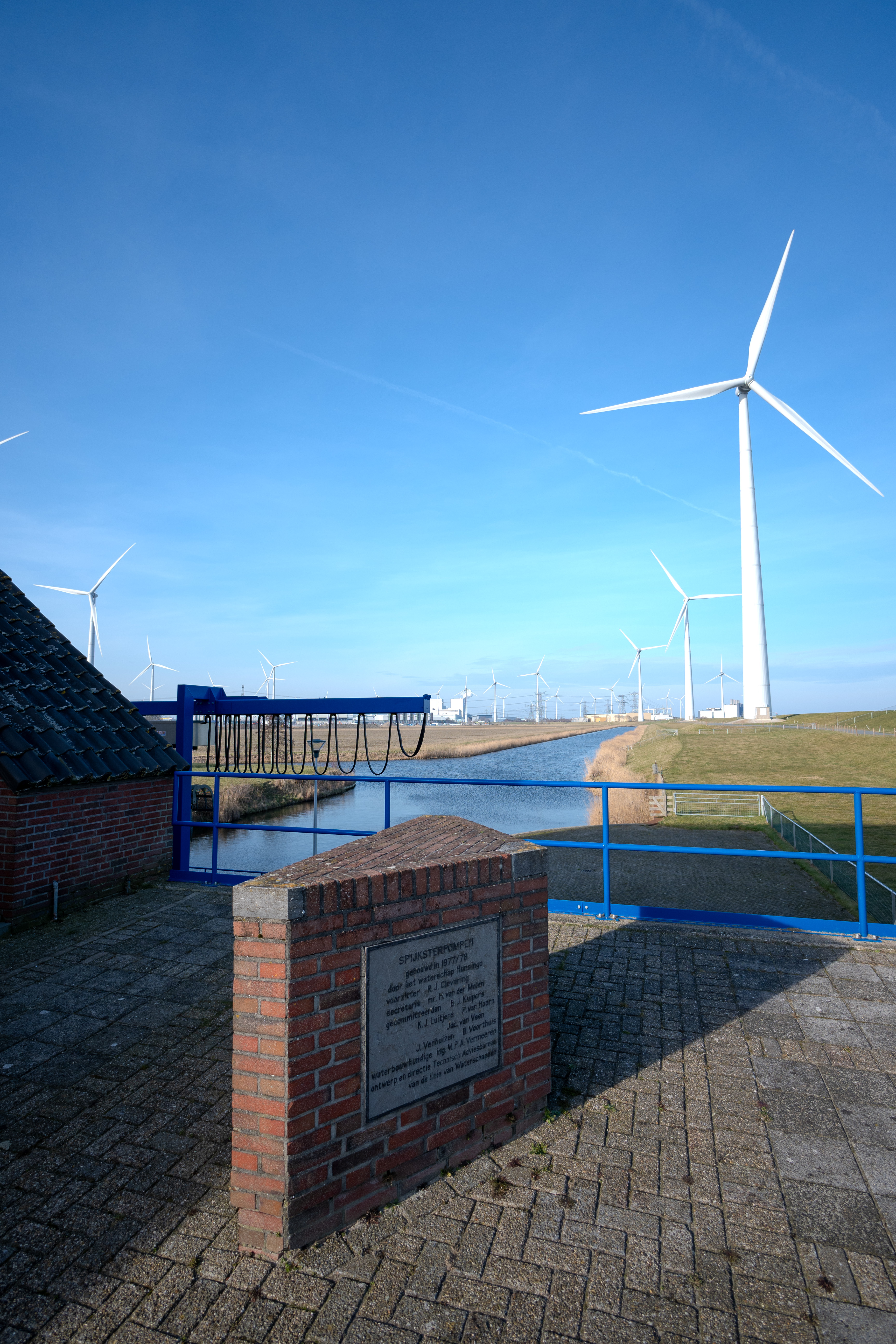
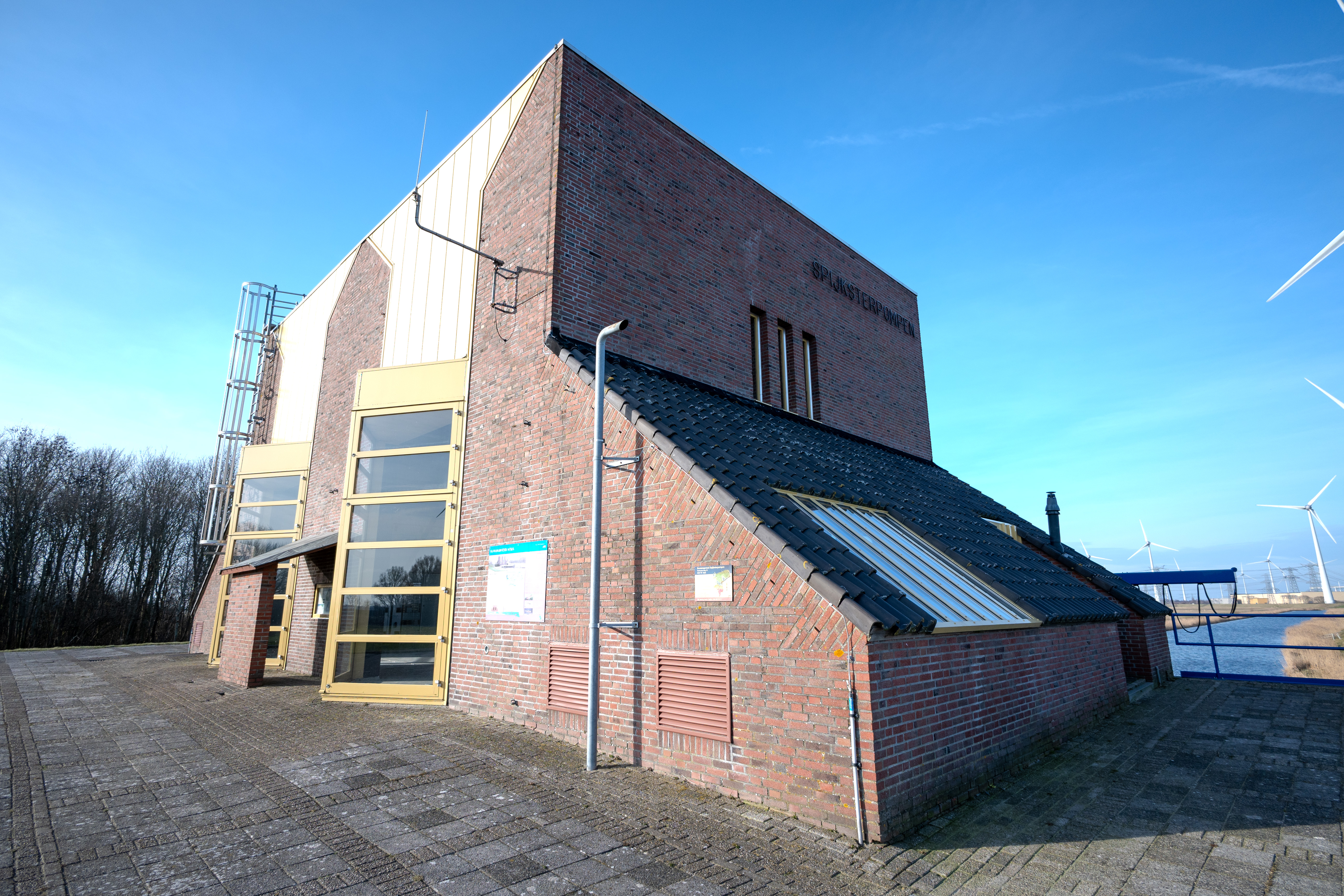